# 雅典娜電影節
雅典娜电影节（英語：Athena Film Festival），於纽约市哥伦比亚大学巴纳德学院举行，關注女性及女性领导力电影的電影節。电影节通常在2月舉辦。除了放映电影，电影节亦举办电影制作人工作坊等活動，讨论与电影工業中女性相关的議題。 
巴纳德学院雅典娜中心创始高比特和好莱坞女性（英語：the Women and Hollywood）倡议發起人梅莉莎·席維斯坦（Melissa Silverstein）共同创立電影節。

## 奖项
每年，雅典娜奖会颁发给对電影业产生重大影响的个人。 2012 年，設立Laura Ziskin终身成就奖，纪念已故制片人Laura Ziskin。 